# 北海道紋別高等学校
北海道紋別高等学校（ほっかいどうもんべつこうとうがっこう、Hokkaido Monbetsu High School）は、北海道紋別市南が丘町にある公立（道立）高等学校。

## 沿革
- 2006年10月17日 - 北海道立学校条例の一部を改正する条例が公布され、紋別地区新設高校の名称が「北海道紋別高等学校」となる。（これより10月17日が開校記念日となる。）
- 2007年4月1日 - 北海道紋別北高等学校と北海道紋別南高等学校を統合し、北海道紋別南高等学校跡地に開校。
- 2007年4月10日 - 開校式、第1回入学式開催。
- 2007年7月7日 - 第1回「紋高祭」開催。

## 学校教育目標
- 「知・徳・体」の調和がとれた、豊かな人間性・社会性を育てる
- 共に学ぶ心を育み、自らの進路を切り拓く力を育てる
- 豊かな感性と特性を大切にし、生命を尊重する心を育てる

## 校歌
- 紋別北・南両校の国語科教諭らが作詞し、紋別高等養護学校の平野学教諭が作曲。

## 部活動
- 野球
- サッカー
- 陸上
- 卓球
- 男子バレー
- 女子バレー
- ソフトテニス
- 男子バスケットボール
- 女子バスケットボール
- ハンドボール
- 弓道
- 剣道
- 放送
- 吹奏楽
- 写真
- 演劇
- 茶華道
- インターアクトクラブ
- 情報処理
- 図書
- 自然科学
- ロボット研究部